# Alta tensione - Il codice per vincere
Alta tensione - Il codice per vincere è stato un quiz televisivo a premi, andato in onda per due edizioni dal 12 giugno all'8 luglio 2006, e dal 21 aprile al 12 luglio 2008, nella fascia preserale su Rai 1, con la conduzione di Carlo Conti. Il programma era prodotto da Filmmaster Television.
Il programma era diviso in diverse manche nelle quali tre concorrenti si sfidavano per poter arrivare alla fase finale del gioco, cercando di indovinare la "Parola Chiave" .

## Edizioni
| Edizione | Inizio         | Fine           | Conduttore  | Regia              | Studio di messa in onda                                            |
| -------- | -------------- | -------------- | ----------- | ------------------ | ------------------------------------------------------------------ |
| 1ª       | 12 giugno 2006 | 8 luglio 2006  | Carlo Conti | Maurizio Pagnussat | Studio 5 del Centro di produzione Rai della DEAR-Nomentano di Roma |
| 2ª       | 21 aprile 2008 | 12 luglio 2008 | Carlo Conti | Maurizio Pagnussat | Teatro 8 degli Studios (ex De Paolis), Roma                        |

## Svolgimento
Nel corso del gioco si sfidano tre concorrenti che devono rispondere a domande di cultura generale; il quiz è diviso in cinque fasi. Il montepremi massimo che un concorrente può vincere è di 975 000 euro.

### L'intruso
In questa fase del gioco, ogni concorrente risponde a cinque domande; sulla base di un argomento il giocatore deve individuare l'intruso, cioè capire quale dei quattro elementi proposti non ha nulla a che vedere con il soggetto dato.

### I numeri
Nella seconda fase i tre concorrenti si sfidano insieme. Viene proposta una domanda a risposta numerica; ogni concorrente propone un valore per la risposta. Colui che si avvicina di più, per eccesso o per difetto, alla risposta esatta, guadagna un punto. Vengono poste sette domande.

### 9 Volt
È l'ultima fase di gioco prima di formare il codice per vincere. In essa vengono poste al giocatore nove domande a risposta secca in rapida sequenza, con un tempo limite di 60 secondi. Quando un giocatore non sa una risposta, dichiara "Black Out!", e il conduttore rivela la soluzione della domanda.

### Il codice per vincere
Questa fase di gioco è cruciale, poiché determina l'unico concorrente che andrà al gioco finale e potrà avere la possibilità di vincere il montepremi. Durante le fasi precedenti, ad ogni concorrente vengono assegnati dei numeri corrispondenti al numero di risposte esatte date in ognuna. All'inizio di questa fase ogni concorrente deve mettere in ordine questi tre numeri in modo da formare un numero corrispondente al valore del montepremi per cui desidera gareggiare moltiplicato per 1 000 (ad esempio, se un giocatore ha come numeri un 3, un 4 ed un 6 può decidere di giocare per 43 600 euro, o per 43 600, per 34 600 euro, per 36 400 euro, per 634 000 euro, o per 64 300 euro).
Per concretizzare tutto il montepremi il concorrente dovrà rispondere a tre domande: una facile con tre opzioni di risposta, una media con quattro opzioni di risposta e una difficile con cinque opzioni di risposta. Ad ogni risposta esatta si concretizza una parte del montepremi; in caso di risposta errata tale parte viene rimossa dal montepremi. Il concorrente che avrà concretizzato il montepremi di valore maggiore andrà alla fase finale della Parola Chiave.

### Parola Chiave
Questa è la fase di gioco finale, nella quale bisogna indovinare una parola della lingua italiana composta da nove lettere. Il concorrente decide quale seguire tra due percorsi, uno verde e uno giallo (il colore del pulsante che il conduttore preme per sceglierlo). Le nove lettere sono nascoste da altrettante caselle che il concorrente dovrà decidere se aprire o saltare; è obbligato a saltarne almeno due, e può saltarne al massimo tre. Il montepremi accumulato viene spartito fra le nove caselle; ogni volta che se ne apre una si addiziona il valore contenuto in essa e si scopre la lettera. In ogni percorso ci sono inoltre due o tre cortocircuiti (un percorso ne ha due, l'altro tre), che sono caselle che, se aperte, fanno apparire un fulmine, azzerano il montepremi e non permettono di scoprire la lettera.
Se il concorrente nel suo percorso scopre un cortocircuito alla nona casella, il montepremi per cui giocherà sarà di 1000 €.
Con le lettere trovate alla fine, il giocatore avrà 60 secondi per provare ad indovinare la parola; se essa corrisponde a quella proposta dalla produzione il concorrente vince il montepremi accumulato, altrimenti non vince nulla. In ogni caso, il campione non torna a giocare nella puntata successiva.

## Format
Il format, unico e interamente italiano, era nato da un'idea di Carlo Conti e dei suoi autori D'Amico, Giovannini, Siano, e di Stefano Magnaghi.

## La redazione
Le domande sono ideate, scritte e verificate da un team di redattori: Paola Arrighi, Mattia Bravi, Alessandra Caleno, Giuseppe Carlotti, Giulia Fugaro, Algerino Marroncelli, Laura Migliacci e Christian Monaco.